# Rhim Ju-yeon
Rhim Ju-yeon (* 9. April 1976) ist eine südkoreanische Comiczeichnerin. Ihre Werke sind Sunjeong-Manhwa, das heißt, sie zeichnet diese vorwiegend für jugendliche Mädchen.

## Karriere
1999 veröffentlichte Rhim ihren ersten Manhwa. Im monatlichen Comicmagazin Issue (이슈) brachte sie von 2000 bis 2001 den Manhwa Devil's Bride heraus. Darin verkleidet sich ein Junge als Mädchen, um seine Schwester in deren Mädcheninternat vor dem „Teufel“ zu retten.
Von 2002 bis 2004 arbeitete sie für Issue an der etwa 1.300 Seiten umfassenden Comicserie Ami – Queen Of Hearts über eine Jugendliche, die nach dem Tod ihrer Mutter als First Lady an der Seite ihres Vaters agieren muss, der Präsident von Korea ist. Ami – Queen Of Hearts erschien auch in sieben Büchern beim Verlag Daiwon.
Seit November 2004 zeichnet sie für dasselbe Magazin an der Serie Ciel, die auch in bislang 20 Sammelbänden herausgegeben wurde. In dieser Fantasy-Geschichte geht es um ein Mädchen, dessen recht normales Landleben sich ändert, als sie mehr über ihre Vergangenheit erfährt und sie eine Magieschule entdeckt, die sie von da an besucht.
Rhims Werk wurde ins Deutsche, Französische, Italienische und Englische übersetzt.

## Werke
- Eoneu birigongmuwonui gobaek (어느 비리공무원의 고백), 2000
- Devil's Bride (악마의 신부, Akmaui sinbu), 2000–2001
- Ami – Queen Of Hearts (소녀교육헌장, Sonyeo gyoyuk heonjang), 2002–2004
- Ciel, seit 2004